# لیتون (ماهاسکا، آیووا)
لیتون (به انگلیسی: Leighton) شهری در ایالت آیووا کشور ایالات متحده آمریکا است که جمعیت آن در سرشماری سال ۲۰۱۰ میلادی، ۱۶۲ نفر بوده‌است.